# مسرح أولمبيا
مسرح أولمبيا (بالإنجليزية: Olympia Theatre)‏ هو عبارة عن مجمع مسرحي بناه إمبريساريو أوسكار هامرشتاين الأول في تايمز سكوير، مدينة نيويورك، وافتتح في عام 1895. كان يتألف من مسرح وقاعة للحفلات الموسيقية وحديقة على السطح. في وقت لاحق، تم إعادة تشكيل أقسامه بشكل كبير واستخدامها للمسرح الحي وللصور المتحركة. كسينما، عُرف أيضًا في أوقات مختلفة باسم مسرح فيتاغراف ومسرح كريتيريون.

## التاريخ
وفقًا لصحيفة نيويورك تايمز، كان مسرح أولمبيا "مبنى حجريًا رماديًا ضخمًا"، وامتد 203 قدمًا (62 مترًا) في ميدان لونجاكري، و 104 قدمًا (32 مترًا) في الشارع 45، و 101 قدمًا (31 مترًا) في شارع 44. استخدم في بناءه الحجر الجيري في ولاية إنديانا، ويتميز بواجهة مهيبة، ويتبع تصميمات عصر النهضة الفرنسية. افتتح المبنى في 25 نوفمبر 1895، مع وجود أكثر من 30 فنانًا من أوروبا. كان ثاني مسرح يتم افتتاحه فيما يعرف الآن باسم منطقة المسرح. يتألف المجمع من قاعة الموسيقى ومسرح متنوع كبير ومسرح ليريك ومسرح شرعي وقاعة الحفلات الموسيقية للعروض الموسيقية الأصغر و مسرح حديقة على السطح.
في عام 1898، اضطر هامرشتاين لبيع المجمع لتسوية ديون من بنائه. تم بيع الأماكن بشكل منفصل، مع تحول قاعة الموسيقى إلى مسرح نيويورك، والذي أصبح جزءًا من سلسلة دور السينما في لوف في عام 1915. تم تغيير اسم ليريك إلى مسرح كرايتيريون.
في عام 1935، أعاد المهندسان المعماريان توماس دبليو لامب ويوجين ديروسا تصميم الموقع. تم هدم الأماكن وإعادة بنائها وأصبحت الملهى الليلي الدولي للكازينو، ومساحات البيع بالتجزئة، وسينما مسرح كرايتريون الجديدة. تم إغلاق الملهى الليلي بعد بضع سنوات فقط، وأصبح الفضاء متجر بدلات بوند حتى عام 1977، عندما أعيد تحويله إلى كازينو بوند الدولي، تم إغلاقه بعد بضع سنوات فقط. تعددت السينما عام 1980.
في عام 1988، تم تحويل جزء من مساحة الملهى الليلي السابق إلى زوج من المسارح الحية يسمى مركز كرايتريون. في عام 1991، تم تأجير المساحات لشركة شركة راوندابوت المسرحية، وهي شركة مسرحية غير هادفة للربح، والتي استخدمت مساحة ساتيج رايت كمسرح صغير.
في أوائل العقد الأول من القرن الحادي والعشرين، قامت شركة تويز آر أص ببناء متجر رئيسي في المبنى، مما أدى إلى إغلاق كل من صالات السينما والمسرح الحي. تميز المتجر متعدد المستويات بعجلة فيريس في المتجر بطول 60 قدمًا وتي-ريكس متحرك. بعد انتهاء عقد الإيجار، أغلقت شركة تويز آر أص في 30 ديسمبر 2015. يُعزى القرار في المقام الأول إلى ارتفاع قيمة العقارات في ميدان تايمز مما سيزيد من إيجارها من 12 مليون دولار إلى ما يزيد عن 42 مليون دولار سنويًا. في يونيو 2015 ، وقعت شركة جاب عقد إيجار للممتلكات ومن المتوقع أن تفتح متاجر لعلامتها التجارية جاب و أولد نافي في عام 2017. ويمثل المتجران 62000 قدم مربع من المتجر الذي تبلغ مساحته 100000 قدم مربع. في يوليو 2016، أثناء بناء متجر جاب وأولد نافي الرئيسي، تم العثور على بقايا مسرح أولمبيا الأصلي تحت طوابق تويز آر أص.